# Premilcuore
Premilcuore (romanyol nyelven Premaicùr) település Olaszországban, Emilia-Romagna régióban, Forlì-Cesena megyében. Lakosainak száma 692 fő (2023. január 1.). Premilcuore Galeata, Portico e San Benedetto, Rocca San Casciano, San Godenzo és Santa Sofia községekkel határos.

## Népesség
A település lakossága az elmúlt években az alábbi módon változott:
| Lakosok száma | 796  | 777  | 692  |
|               | 2017 | 2018 | 2023 |